# Championnat du monde de vitesse moto 1963
Navigation
Édition précédente Édition suivante
Le Championnat du monde de vitesse moto 1963 est la quinzième saison de vitesse moto organisée par la FIM.

Ce championnat comporte douze courses de Grand Prix, pour cinq catégories : 500 cm3, 350 cm3, 250 cm3, 125 cm3 et 50 cm3.

## Attribution des points
Les points du championnat sont attribués aux six premiers de chaque course :
- Premier : 8 points
- Second : 6 points
- Troisième : 4 points
- Quatrième : 3 points
- Cinquième : 2 points
- Sixième : 1 point

## Grands Prix
| N° | Course                            | Lieu             | Vainqueur 50 cm³     | Vainqueur 125 cm³ | Vainqueur 250 cm³ | Vainqueur 350 cm³ | Vainqueur 500 cm³ | Résultat |
| -- | --------------------------------- | ---------------- | -------------------- | ----------------- | ----------------- | ----------------- | ----------------- | -------- |
| 1  | Grand Prix d'Espagne              | Montjuïc         | Hans-Georg Anscheidt | Luigi Taveri      | Tarquinio Provini |                   |                   | Résultat |
| 2  | Grand Prix d'Allemagne de l'Ouest | Hockenheim       | Hugh Anderson        | Ernst Degner      | Tarquinio Provini | Jim Redman        |                   | Résultat |
| 3  | Grand Prix de France              | Clermont-Ferrand | Hans-Georg Anscheidt | Hugh Anderson     |                   |                   |                   | Résultat |
| 4  | Tourist Trophy                    | Île de Man       | Mitsuo Itoh          | Hugh Anderson     | Jim Redman        | Jim Redman        | Mike Hailwood     | Résultat |
| 5  | Grand Prix des Pays-Bas           | Assen            | Ernst Degner         | Hugh Anderson     | Jim Redman        | Jim Redman        | John Hartle       | Résultat |
| 6  | Grand Prix de Belgique            | Spa              | Isao Morishita       | Bert Schneider    | Fumio Ito         |                   | Mike Hailwood     | Résultat |
| 7  | Grand Prix d'Ulster               | Dundrod          |                      | Hugh Anderson     | Jim Redman        | Jim Redman        | Mike Hailwood     | Résultat |
| 8  | Grand Prix d'Allemagne de l'Est   | Sachsen          |                      | Hugh Anderson     | Mike Hailwood     | Mike Hailwood     | Mike Hailwood     | Résultat |
| 9  | Grand Prix de Finlande            | Tampere          | Hans-Georg Anscheidt | Hugh Anderson     |                   | Mike Hailwood     | Mike Hailwood     | Résultat |
| 10 | Grand Prix des Nations            | Monza            |                      | Luigi Taveri      | Tarquinio Provini | Jim Redman        | Mike Hailwood     | Résultat |
| 11 | Grand Prix d'Argentine            | Buenos Aires     | Hugh Anderson        | Jim Redman        | Tarquinio Provini |                   | Mike Hailwood     | Résultat |
| 12 | Grand Prix du Japon               | Suzuka           | Luigi Taveri         | Frank Perris      | Jim Redman        | Jim Redman        |                   | Résultat |

## Résultats de la saison

### Championnat 1963 catégorie 500 cm³
| Clas. | Pilote               | Pays             | Constructeur | Points | Victoires |
| ----- | -------------------- | ---------------- | ------------ | ------ | --------- |
| 1     | Mike Hailwood        | Royaume-Uni      | MV Agusta    | 40     | 7         |
| 2     | Alan Shepherd        | Royaume-Uni      | Matchless    | 21     | 0         |
| 3     | John Hartle          | Royaume-Uni      | Gilera       | 20     | 1         |
| 4     | Phil Read            | Royaume-Uni      | Gilera       | 16     | 0         |
| 5     | Fred Stevens         | Royaume-Uni      | Norton       | 13     | 0         |
| 6     | Michael Duff         | Canada           | Matchless    | 11     | 0         |
| 7     | Derek Minter         | Royaume-Uni      | Gilera       | 10     | 0         |
| 8     | Jack Findlay         | Australie        | Matchless    | 8      | 0         |
| 9     | Jorge Kissling       | Argentine        | Norton       | 6      | 0         |
| 10    | Jack Ahearn          | Australie        | Norton       | 5      | 0         |
| 11    | Benedicto Caldarella | Argentine        | Matchless    | 4      | 0         |
| 12    | Bill Smith (en)      | Royaume-Uni      | Norton       | 3      | 0         |
| =     | Victorio Minguzzi    | Argentine        | Matchless    | 3      | 0         |
| 14    | Joe Dunphy           | Royaume-Uni      | Norton       | 2      | 0         |
| =     | Ralph Bryans         | Royaume-Uni      | Norton       | 2      | 0         |
| =     | Sid Mizen            | Royaume-Uni      | Norton       | 2      | 0         |
| =     | Ladi Richter         | Autriche         | Norton       | 2      | 0         |
| =     | Fabián Villavelran   | Argentine        | Norton       | 2      | 0         |
| 19    | Sven-Olof Gunnarsson | Suède            | Norton       | 1      | 0         |
| =     | Gyula Marsovsky      | Suisse           | Matchless    | 1      | 0         |
| =     | Vernon Cottle        | Royaume-Uni      | Norton       | 1      | 0         |
| =     | Nicolaï Sevostianov  | Union soviétique | CKEB         | 1      | 0         |
| =     | Vasco Loro           | Italie           | Norton       | 1      | 0         |
| =     | Horacio Costa        | Uruguay          | Norton       | 1      | 0         |

### Championnat 1963 catégorie 350 cm³
| Clas. | Pilote               | Pays                                    | Constructeur | Points | Victoires |
| ----- | -------------------- | --------------------------------------- | ------------ | ------ | --------- |
| 1     | Jim Redman           | Fédération de Rhodésie et du Nyassaland | Honda        | 32     | 4         |
| 2     | Tommy Robb           | Royaume-Uni                             | Honda        | 22     | 1         |
| 3     | Mike Hailwood        | Royaume-Uni                             | MV Agusta    | 20     | 1         |
| 4     | Frantisek Stastny    | Tchécoslovaquie                         | Jawa         | 16     | 0         |
| 5     | Silvio Grassetti     | Italie                                  | Bianchi      | 8      | 0         |
| 6     | Alan Shepherd        | Royaume-Uni                             | AJS / MZ     | 7      | 0         |
| 7     | Gustav Havel         | Tchécoslovaquie                         | Jawa         | 7      | 0         |
| 8     | Gary Hocking         | Fédération de Rhodésie et du Nyassaland | MV Agusta    | 6      | 0         |
| 9     | Michael Duff         | Canada                                  | AJS          | 5      | 0         |
| 10    | Roy Ingram           | Royaume-Uni                             | Norton       | 3      | 0         |
| =     | Sven-Olof Gunnarsson | Suède                                   | Norton       | 3      | 0         |
| 12    | Derek Minter         | Royaume-Uni                             | Norton       | 2      | 0         |
| =     | Taneli Lepo          | Finlande                                | AJS          | 2      | 0         |
| 14    | Hugh Anderson        | Nouvelle-Zélande                        | AJS          | 1      | 0         |
| =     | Phil Read            | Royaume-Uni                             | Norton       | 1      | 0         |
| =     | Nicolaï Sevostianov  | Union soviétique                        | CKEB C360    | 1      | 0         |
| =     | Arthur Wheeler       | Royaume-Uni                             | Moto Guzzi   | 1      | 0         |
| =     | Moto Kitano          | Japon                                   | Honda        | 1      | 0         |

### Championnat 1963 catégorie 250 cm³
| Clas. | Pilote               | Pays                                    | Constructeur | Points | Victoires |
| ----- | -------------------- | --------------------------------------- | ------------ | ------ | --------- |
| 1     | Jim Redman           | Fédération de Rhodésie et du Nyassaland | Honda        | 48     | 6         |
| 2     | Bob McIntyre         | Royaume-Uni                             | Honda        | 32     | 1         |
| 3     | Arthur Wheeler       | Royaume-Uni                             | Moto Guzzi   | 19     | 1         |
| 4     | Tom Phillis          | Australie                               | Honda        | 12     | 0         |
| 5     | Tarquinio Provini    | Italie                                  | Morini       | 10     | 0         |
| 6     | Derek Minter         | Royaume-Uni                             | Honda        | 8      | 1         |
| =     | Tommy Robb           | Royaume-Uni                             | Honda        | 8      | 1         |
| 8     | Luigi Taveri         | Suisse                                  | Honda        | 8      | 0         |
| 9     | Alberto Pagani       | Italie                                  | Aermacchi    | 8      | 0         |
| 10    | Dan Shorey           | Royaume-Uni                             | Bultaco      | 8      | 0         |
| 11    | Mike Hailwood        | Royaume-Uni                             | MZ           | 6      | 0         |
| =     | Umberto Masetti      | Italie                                  | Morini       | 6      | 0         |
| 13    | Günter Beer          | Allemagne de l'Ouest                    | Adler        | 6      | 0         |
| =     | Moto Kitano          | Japon                                   | Honda        | 6      | 0         |
| 15    | Teisuke Tanaka       | Japon                                   | Honda        | 4      | 0         |
| =     | Werner Musiol        | Allemagne de l'Est                      | MZ           | 4      | 0         |
| =     | Rudolph Kaiser       | Argentine                               | NSU          | 4      | 0         |
| 18    | Cas Swart            | Pays-Bas                                | Honda        | 3      | 0         |
| =     | Jorge Ternengo       | Argentine                               | Ducati       | 3      | 0         |
| 20    | Jean-Pierre Beltoise | France                                  | Morini       | 2      | 0         |
| =     | Frank Perris         | Royaume-Uni                             | Suzuki       | 2      | 0         |
| =     | Campbell Donaghy     | Royaume-Uni                             | Ducati       | 2      | 0         |
| =     | Nicolaï Sevostianov  | Union soviétique                        | CKEB C259    | 2      | 0         |
| =     | Gilberto Milani      | Italie                                  | Aermacchi    | 2      | 0         |
| =     | Carlos Marfetan      | Uruguay                                 | Parilla      | 2      | 0         |
| 26    | Marcel Toussaint     | Belgique                                | Benelli      | 1      | 0         |
| =     | Benjamin Savoye      | France                                  | Mondial      | 1      | 0         |
| =     | Pierrot Vervroegen   | Belgique                                | Aermacchi    | 1      | 0         |
| =     | Michael Schneider    | Allemagne de l'Ouest                    | NSU          | 1      | 0         |
| =     | Stuart Graham        | Royaume-Uni                             | Aermacchi    | 1      | 0         |
| =     | Paolo Campanelli     | Italie                                  | Benelli      | 1      | 0         |
| =     | Enrique Dietrich     | Argentine                               | Aermacchi    | 1      | 0         |

### Championnat 1963 catégorie 125 cm³
| Clas. | Pilote              | Pays                                    | Constructeur | Points | Victoires |
| ----- | ------------------- | --------------------------------------- | ------------ | ------ | --------- |
| 1     | Hugh Anderson       | Nouvelle-Zélande                        | Suzuki       | 54     | 6         |
| 2     | Luigi Taveri        | Suisse                                  | Honda        | 48     | 6         |
| 3     | Jim Redman          | Fédération de Rhodésie et du Nyassaland | Honda        | 38     | 1         |
| 4     | Tommy Robb          | Royaume-Uni                             | Honda        | 30     | 0         |
| 5     | Kunimitsu Takahashi | Japon                                   | Honda        | 16     | 2         |
| 6     | Mike Hailwood       | Royaume-Uni                             | EMC          | 12     | 0         |
| 7     | Teisuke Tanaka      | Japon                                   | Honda        | 11     | 1         |
| 8     | Hugh Anderson       | Nouvelle-Zélande                        | Suzuki       | 11     | 1         |
| 9     | Hans Fischer        | Allemagne de l'Est                      | MZ           | 7      | 0         |
| 10    | Raúl Kissling       | Argentine                               | DKW          | 6      | 0         |
| =     | Paddy Driver        | Afrique du Sud                          | EMC          | 6      | 0         |
| 12    | Ernst Degner        | Allemagne de l'Ouest                    | Suzuki       | 5      | 0         |
| =     | Rex Avery           | Royaume-Uni                             | EMC          | 5      | 0         |
| 13    | Tom Phillis         | Australie                               | Honda        | 4      | 0         |
| =     | Alan Shepherd       | Royaume-Uni                             | MZ           | 4      | 0         |
| =     | Mitsuo Itoh         | Japon                                   | Suzuki       | 4      | 0         |
| 16    | Derek Minter        | Royaume-Uni                             | Honda        | 3      | 0         |
| =     | Bob McIntyre        | Royaume-Uni                             | Honda        | 3      | 0         |
| =     | Limburg Moreira     | Argentine                               | Bultaco      | 3      | 0         |
| 19    | John Grace          | Gibraltar                               | Bultaco      | 2      | 0         |
| =     | Klaus Enderlein     | Allemagne de l'Est                      | MZ           | 2      | 0         |
| =     | Alberto Pagani      | Italie                                  | Honda        | 2      | 0         |
| =     | Frank Perris        | Royaume-Uni                             | Suzuki       | 2      | 0         |
| =     | Marzillo Chizzini   | Argentine                               | Bultaco      | 2      | 0         |
| 24    | Francesco Villa     | Italie                                  | Mondial      | 1      | 0         |
| =     | Jorge Kissling      | Argentine                               | Bultaco      | 1      | 0         |
| =     | Stanislav Malina    | Tchécoslovaquie                         | ČZ           | 1      | 0         |
| =     | Giuseppe Visenzi    | Italie                                  | Ducati       | 1      | 0         |
| =     | Werner Musiol       | Allemagne de l'Est                      | MZ           | 1      | 0         |
| =     | Jukka Petäjä        | Finlande                                | MZ           | 1      | 0         |
| =     | Pedro Rosenthal     | Argentine                               | Tohatsu      | 1      | 0         |

### Championnat 1963 catégorie 50 cm³
| Clas. | Pilote               | Pays                 | Constructeur | Points | Victoires |
| ----- | -------------------- | -------------------- | ------------ | ------ | --------- |
| 1     | Ernst Degner         | Allemagne de l'Ouest | Suzuki       | 41     | 4         |
| 2     | Hans-Georg Anscheidt | Allemagne de l'Ouest | Kreidler     | 36     | 2         |
| 3     | Luigi Taveri         | Suisse               | Honda        | 29     | 1         |
| 4     | Jan Huberts          | Pays-Bas             | Kreidler     | 29     | 2         |
| 5     | Mitsuo Itoh          | Japon                | Suzuki       | 23     | 0         |
| 6     | Tommy Robb           | Royaume-Uni          | Honda        | 17     | 0         |
| 7     | Hugh Anderson        | Nouvelle-Zélande     | Suzuki       | 16     | 1         |
| 8     | Seichi Suzuki        | Japon                | Suzuki       | 10     | 0         |
| 9     | Kunimitsu Takahashi  | Japon                | Honda        | 7      | 0         |
| 10    | José Busquets        | Espagne              | Derbi        | 6      | 0         |
| 11    | Wolfgang Gedlich     | Allemagne de l'Ouest | Kreidler     | 6      | 0         |
| 12    | Isao Morishita       | Japon                | Suzuki       | 2      | 0         |
| =     | Teisuke Tanaka       | Japon                | Honda        | 2      | 0         |
| 14    | Michio Ichino        | Japon                | Suzuki       | 2      | 0         |
| 15    | Dan Shorey           | Royaume-Uni          | Kreidler     | 1      | 0         |
| =     | Günter Beer          | Allemagne de l'Ouest | Kreidler     | 1      | 0         |